# Amani (nhạc sĩ)
Cecilia Wairimu (sinh ngày 28 tháng 11 năm 1980), được biết đến với nghệ danh Amani, là một ca sĩ và người viết bài hát người Kenya. Những đóng góp của cô cho ngành công nghiệp âm nhạc Kenya đã mang về một số giải thưởng đáng giá cho cô, bao gồm cả hạng mục Nữ xuất sắc nhất năm 2009 MTV Africa Music Awards, Pearl of Africa Music Awards, Kisima Award và Chaguo La Teeniez Awards. Cô phát hành album đàu tay vào năm 2006.

## Sự nghiệp

### Buổi đầu
Amani theo học tại Trường Trung học Nữ sinh Bishop Gatimu Ngandu, nơi cô là thành viên của nhóm acapella Sobriety. Cô đã kí hợp đồng thu âm với Ogopa Deejays vào năm 1999, ngay sau khi tốt nghiệp đại học. Cô theo học tại Đại học Quốc tế Hoa Kỳ năm 2000 và theo học ngành quản trị kinh doanh quốc tế.

### Bước ngoặc sự nghiệp: 2000–06;Tamani
Đĩa đơn đầu tay của cô "Move On" là một hit trên radio. Cô phát hành đĩa đơn nối tiếp "Tahidi" và "Papii" vào năm 2001. Sự kết hợp vào năm 2002 của cô với Nameless, mang tựa đề "Ninanoki", là một hit quốc gia lớn. Các đĩa đơn sau này của cô gồm có "Talk to You" (feat Patonee và Big Pin), "Bad Boy" (feat Nyashinski của Kleptomaniax), Usiwe Mbali (feat AY), "Tamani", "Missing My Baby" và "Tonight".
Cô hiện là Đại sứ thương hiệu của Airtel Kenya.
Album đầu tay của cô,  Tamani , được phát hành năm 2006. Có có tour lưu diễn tại Hoa Kỳ, Na Uy, Đức, Vương quốc Anh, Namibia, Tanzania và Uganda. Ngoài ra, cô đã biểu diễn ở Dubai, Nigeria, Sénégal, Nam Phi, Liberia và Djibouti.

### 2010–nay: Quay trở lại với nền âm nhạc nước nhà
Năm 2010, Amani đã giới thiệu trên "Hands Across The World", một bài hát được viết và sản xuất bởi R Kelly. Bài hát này là bản phát hành đầu tiên cho nhóm nhạc nổi tiếng châu Phi One 8, sáng tác Amani, Ali Kiba, Navio, Fally Ipupa, 2face Idibia, JK, 4x4, and Movaizhaleine. Được mô tả là "bản ballad thăng hoa" bởi Diane Coetzer của Billboard, bài hát được phát hành bởi Rockstar 4000 Music Entertainment.
Năm 2013, cô đã làm việc với bộ đôi dancehall của Uganda Radio & Weasel nhằm phát hành bài hát "Kiboko Changu", là đĩa đơn dẫn đường đầu tiên cho album gần đây nhất của cô. Năm 2015, cô đã phát hành đĩa đơn "Kizungu Zungu". Tháng 7 năm 2015, cô phát hành bài hát mang hơi hướng reggae và dancehall "Heartbreaker". Video âm nhạc của bài hát đã được quay tại Garden Estate của Nairobi và chính thức phát hành vào ngày 8 tháng 9 năm 2015.

## Danh sách đĩa nhạc

### Đĩa đơn và album phòng thu
| Năm  | Single                                           | Album  | Ref(s)        |
| ---- | ------------------------------------------------ | ------ | ------------- |
| 2000 | "Move On"                                        | Tamani |               |
| 2001 | "Tahidi"                                         | Tamani |               |
| 2001 | "Papii"                                          | Tamani |               |
| 2002 | "Ninanoki" (Amani featuring Nameless)            | Tamani | [ 13 ]        |
| 2006 | "Missing My Baby"                                | Tamani | [ 14 ]        |
| 2008 | "Usiwe Mbali Nami" (Amani featuring AY)          | TBA    | [ 15 ]        |
| 2009 | "Tonight"                                        | TBA    |               |
| 2013 | "Kiboko Changu" (Amani featuring Radio & Weasel) | TBA    | [ 16 ]        |
| 2015 | "Kizungu Zungu"                                  | TBA    | [ 17 ]        |
| 2015 | "Heartbreaker"                                   | TBA    | [ 11 ] [ 18 ] |

## Giải thưởng và đề cử
| Năm  | Association                               | Giải                       | Nominated work                             | Kết quả   | Ref(s) |
| ---- | ----------------------------------------- | -------------------------- | ------------------------------------------ | --------- | ------ |
| 2002 | Chaguo La Teeniez Awards                  | Best Female Artist         | —                                          | Đề cử     | [ 19 ] |
| 2006 | 2006 Kisima Music Awards                  | Female Artiste of the year | —                                          | Đoạt giải | [ 20 ] |
| 2006 | 2006 Kisima Music Awards                  | Collabo of the year        | "Bad Boy" with Nyashiski                   | Đoạt giải | [ 20 ] |
| 2006 | CHAT Awards                               | Favourite Female Artiste   | —                                          | Đoạt giải | [ 19 ] |
| 2006 | CHAT Awards                               | Favourite Song             | —                                          | Đoạt giải | [ 19 ] |
| 2006 | CHAT Awards                               | Favourite Collabo          | —                                          | Đoạt giải | [ 19 ] |
| 2006 | Pearl of Africa Music Awards              | Best Kenyan Female Artiste | —                                          | Đề cử     | [ 21 ] |
| 2007 | 2007 Kisima Music Awards                  | Boomba Female              | —                                          | Đoạt giải | [ 22 ] |
| 2007 | Pearl of Africa Music Awards (PAM Awards) | Best Female Artist (Kenya) | —                                          | Đoạt giải | [ 23 ] |
| 2007 | Tanzania Music Awards                     | Best East African Song     | "Bad Boy"                                  | Đoạt giải | [ 24 ] |
| 2008 | Tanzania Music Awards                     | Best East African Song     | "Missing My Baby"                          | Đề cử     | [ 25 ] |
| 2008 | Channel O Music Video Awards              | Best R&B video in Africa   | "Missing My Baby"                          | Đề cử     | [ 26 ] |
| 2008 | Channel O Music Video Awards              | Best East African Song     | "Missing My Baby"                          | Đề cử     | [ 26 ] |
| 2009 | Channel O Music Video Awards              | Best Female Video          | "Tonight"                                  | Đề cử     | [ 27 ] |
| 2009 | Channel O Music Video Awards              | Best R&B video             | "Tonight"                                  | Đề cử     | [ 27 ] |
| 2009 | Channel O Music Video Awards              | Best East African          | "Tonight"                                  | Đề cử     | [ 27 ] |
| 2009 | Channel O Music Video Awards              | Video of the Year          | "Tonight"                                  | Đề cử     | [ 27 ] |
| 2009 | MTV Africa Music Awards 2009              | Best Female                | —                                          | Đoạt giải | [ 28 ] |
| 2014 | MTV Africa Music Awards 2014              | Best Collaboration         | "Kiboko Changu" featuring Radio and Weasel | Đề cử     | [ 29 ] |

### Công nhận
- Pure and Natural Most Inspiring Young Woman 2010.
- Pearl of Africa Music Award-Best Female Artist 2010